# Тростянка (Ивано-Франковская область)
Тростянка (укр. Тростянка) — село в Матеевецкой сельской общине Коломыйского района Ивано-Франковской области Украины.
Население по переписи 2001 года составляло 511 человек. Занимает площадь 4,864 км². Почтовый индекс — 78286. Телефонный код — 03433.